# スカートの中はケダモノでした。
『スカートの中はケダモノでした。』（スカートのなかはケダモノでした。）（通称「スカケダ」）は、ハナマルオによる日本の漫画作品。スクリーモ〈旧・Wcomics〉のTLスクリーモ〈旧・純愛革命G!〉レーベルの作品として2016年2月15日よりComicFestaをはじめとする各種電子書籍配信サイトにウェブコミックとして配信しており、2023年3月27日まで連載された。単行本は彗星社の「Clair TL Comics」より刊行されている。
2017年6月時点での累計ダウンロード数は400万を突破している。

## あらすじ
男が苦手な女子大生・小南静歌は、女友達に誘われ、街コンに参加したものの、雰囲気に馴染めずにいた。そんな時に、声をかけてくれたのは、年上の女子大生・霧島涼だった。2人はこっそり抜け出して意気投合するが、実は涼は女装男子だったのだ。

## 登場人物
小南 静歌（こみなみ しずか）
声 - 花影蛍
本作の主人公。大人しく引っ込み思案な女子大生。男が苦手。
霧島 涼（きりしま りょう）
声 - 皐月栞
静歌が街コンで出会った別の大学の女子大生。静歌より年上。美人だが、実は女装男子。素顔もイケメンで、見た目だけで近づく女性に嫌気が差し、女装を始めた。
倉谷 奏介（くらたに そうすけ）
声 - 金部影人
静歌の同期。穏やかな性格。
桜井 菫（さくらい すみれ）
声 - 原舞香
涼の同期。ミスコンに優勝したことがある。優しい性格。周囲からは涼とお似合いのカップルと思われている。

## 書誌情報
- ハナマルオ『スカートの中はケダモノでした。』星雲社〈Clair TL Comics〉、全9巻
  1. 2016年11月18日発売[6]、ISBN 978-4-434-22495-9
  2. 2017年6月18日発売[7]、ISBN 978-4-434-23216-9
  3. 2017年11月18日発売[8]、ISBN 978-4-434-23842-0
  4. 2018年6月18日発売[9]、ISBN 978-4-434-24645-6
  5. 2019年4月18日発売[10]、ISBN 978-4-434-25706-3
  6. 2020年1月18日発売[11]、ISBN 978-4-434-26806-9
  7. 2021年1月18日発売[12]、ISBN 978-4-434-28173-0
  8. 2022年4月18日発売[13]、ISBN 978-4-434-29932-2
  9. 2023年7月18日発売[14]、ISBN 978-4-434-31956-3

## テレビアニメ
2017年7月より9月までTOKYO MXほかにて、5分枠の短編アニメとして放送された。放送前枠の『僧侶と交わる色欲の夜に…』と同様に、R-18シーン付きの完全版がアニメZoneで配信されている。
同年11月25日に完全版のBD (BWRK-004) ・DVD (WRDK-010) と通常版のDVD (WRDK-009) が発売された。

### スタッフ
- 原作 - ハナマルオ
- 監督・絵コンテ - 熨斗谷充孝
- シリーズ構成・シナリオ - 戸田和裕
- キャラクターデザイン - ななし
- 色彩設計 - 水無月生
- 美術 - 倉田憲一
- 撮影監督 - 岡崎英夫
- 編集 - セリ＠G
- 音響監督 - ひらさわひさよし
- 音響制作 - Cloud22
- 音楽 - 如月なつき
- プロデューサー - 寺澤美咲、小林壮輝、瀬川章子
- アニメーションプロデューサー - Riki、TETSU
- アニメーション制作 - MAGICBUS
- 制作 - ピカンテサーカス
- 製作著作 - スカートの中の風紀委員会

### 主題歌
「secret」
葉月さきによる楽曲。作詞は火ノ岡レイ、作曲および編曲は森田交一。

### 各話リスト
| 話数       | サブタイトル                             | 演出       | 作画監督         |
| ---------- | ---------------------------------------- | ---------- | ---------------- |
| episode 1  | ごめんね、我慢できなくなっちゃった       | 熨斗谷充孝 | ななし           |
| episode 2  | こないだの続き、今度は最後までシようか？ | 熨斗谷充孝 | ななし、たまねぎ |
| episode 3  | どう？俺のホントの姿                     | 熨斗谷充孝 | ななし、たまねぎ |
| episode 4  | 静歌ちゃん、好きだよ                     | 熨斗谷充孝 | ななし、たまねぎ |
| episode 5  | 本気じゃなきゃ、こんなに執着しない       | 北川正人   | 南伸一郎         |
| episode 6  | 俺のこと、ちゃんと見てほしくて           | 北川正人   | 南伸一郎         |
| episode 7  | 煽ったのはキミだからね                   | 北川正人   | 南伸一郎         |
| episode 8  | またデートしてほしいな                   | 北川正人   | 南伸一郎         |
| episode 9  | もったいないよ。ちゃんと綺麗にしないと   | 北川正人   | 南伸一郎         |
| episode 10 | …かわいいな                              | 北川正人   | 南伸一郎         |
| episode 11 | 絶対に嫌だ。諦めるなんてできない         | 熨斗谷充孝 | ななし、たまねぎ |
| episode 12 | 好きだ…本当に好きだ…                     | 熨斗谷充孝 | ななし、たまねぎ |

### 放送局
| 放送期間               | 放送時間                     | 放送局   | 対象地域 | 備考                      |
| ---------------------- | ---------------------------- | -------- | -------- | ------------------------- |
| 2017年7月3日 - 9月18日 | 月曜 1:00 - 1:05（日曜深夜） | TOKYO MX | 東京都   |                           |
|                        | 月曜 23:25 - 23:30           | AT-X     | 日本全域 | CS放送 / リピート放送あり |

| 配信期間               | 配信時間      | 配信サイト | 備考                                                |
| ---------------------- | ------------- | ---------- | --------------------------------------------------- |
| 2017年7月3日 - 9月18日 | 月曜 0:00更新 | アニメZone | 『ComicFesta』サイト内 / 年齢制限のある完全版も配信 |

| TOKYO MX 月曜1:00 - 1:05（日曜深夜）枠 | TOKYO MX 月曜1:00 - 1:05（日曜深夜）枠 | TOKYO MX 月曜1:00 - 1:05（日曜深夜）枠 |
| 前番組                                 | 番組名                                 | 次番組                                 |
| -------------------------------------- | -------------------------------------- | -------------------------------------- |
| 僧侶と交わる色欲の夜に…                | スカートの中はケダモノでした。         | お見合い相手は教え子、強気な、問題児。 |